# Rabensteine

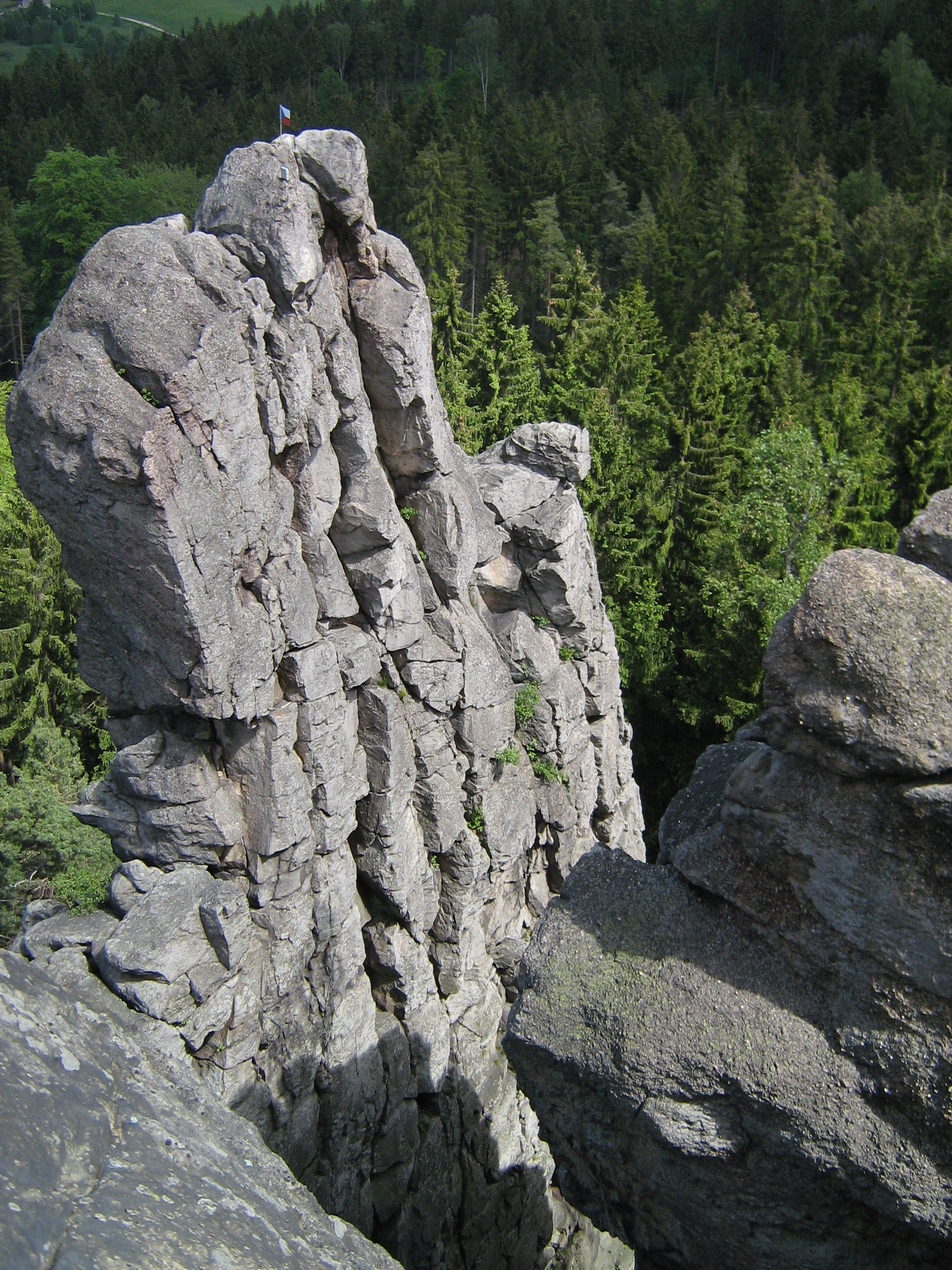
Die Fellerwand in den Rabensteinen

Die Rabensteine (Vraní skály oder Krkavčí skály) sind die zweite bedeutende Felsengruppe aus sieben freistehenden Felsen, in der Nähe von Hrádek nad Nisou (deutsch Grottau) in Tschechien. Sie liegen auf zirka 500 m über den Meeresspiegel oberhalb des  Kaisergrundes (Krásný důl), im Lausitzer Gebirge, zirka einen  Kilometer westlich von Horní Sedlo (deutsch: Pass). Wie auch die benachbarten Felsen der Oberwegsteine bestehen sie aus einem sehr festen Sandstein mit einigen sehr kieseligen Konglomeratlagen. Der Sandstein stammt aus dem Cenoman, der ältesten Stufe der Oberen Kreidezeit und ist meist sehr quarzhaltig. 
Die Besonderheit ist dieser Felsengruppe ist der tiefe Einschnitt zwischen dem Nord- und dem Südteil der Gruppe. Diese Spalte ist durch vulkanische Einflüsse entstanden. Dadurch wurde der Sandstein an den Innenseiten der Spalte gefrittet und ist besonders fest.
Die nördliche Felsengruppe wird durch den bedeutendsten Felsen der Gruppe die Fellerwand (Fellerova věž) dominiert. Im südlichen Teil dominieren der Rabe (Krkavec) und die hohen Rabensteine, auch Schachttürme (Šachtové věže) genannt. Eine imposante Erscheinung ist auch die schwer zu besteigende Bergfreikuppe, die wegen ihrer Form auch Birne (Hruška) genannt wird.

## Klettern
Durch ihre imposante Erscheinung und das feste Gestein weckten die Felsen schon Ende des 19. Jahrhunderts Interesse an ihrer Besteigung. So gelang es am 12. Mai 1895 dem Zittauer Professor Theodor Feller, zusammen mit Adolf Gahler und Ferdinand Siegmund die Fellerwand mit Hilfe einer eigens dafür angefertigten Strickleiter zu bezwingen. Die erste Besteigung der Wand ohne Hilfsmittel wurde am 21. Mai 1904 durch die beiden Schüler Karl Kirchhof und Franz Salomon durchgeführt. Die anderen Gipfel wurden bis 1910, vor allem durch den Freundeskreis um Rudolf Kauschka bezwungen. Mittlerweile gibt es viele Wege bis in den Zehnten Sächsischen Schwierigkeitsgrad.

## Weblink
- www.luzicke-hory.cz

Koordinaten: 50° 49′ N, 14° 49′ O